# Ebenezer W. Peirce
Ebenezer Weaver Peirce (10 april 1822 – 14 augustus 1902) was een brigadegeneraal in de Massachusetts Militia, een vrijwilliger in het Noordelijke leger in de begindagen van de Amerikaanse Burgeroorlog en een kolonel van de 29th Massachusetts Volunteer Infantry Regiment tussen december 1861 en juli 1864. Na de oorlog werd hij landbouwer, historicus en genealoog

## Biografie
Peirce werd in Assonet, Massachusetts geboren. Zijn ouders waren Ebenezer en Joanna (Weaver) Peirce. Hij liep school in Assonet en aan de Andover Academy. Na het overlijden van zijn ouders erfde hij een grote boerderij en fokte er schapen. In 1843 nam hij dienst in de 4th Artillery van de Massachusetts Volunteer Militia. Hij bleef er deel van uitmaken tot in de Amerikaanse Burgeroorlog.
In 1861 werd Peirce brigadegeneraal in de Massachusetts State Militia. Zijn overste was generaal-majoor Benjamin F. Butler die zijn basis had in Fort Monroe in Virginia. Peirce was de Noordelijke aanvoerder tijdens de Slag bij Big Bethel in juni 1861. Op 13 december 1861 werd Peirce kolonel van het 29th Massachusetts Infantry Regiment. Zijn regiment was gestationeerd in Fort Monroe en nam dus deel aan de Slag bij Hampton Roads. Hij werd voor de krijgsraad gedaagd omdat hij burleske shows organiseerde voor zijn troepen en wegens incompetentie. Van beide aantijgingen werd hij vrijgesproken. Hij nam deel aan de Schiereilandveldtocht en de Zevendagenslag. Op 30 juni 1862 verloor hij zijn rechterarm tijdens de Slag bij Glendale. Het was pas in november dat hij terugkeerde naar actieve dienst en deel nam aan de Knoxvilleveldtocht. Zijn regiment keerde daarna, met de rest van het IX Corps terug naar Virginia en vocht in de Slag bij Cold Harbor. Tijdens de Tweede slag bij Petersburg had hij een brigade onder zijn bevel. Tussen 1 augustus en 18 september 1863 en 10 januari en 16 maart 1864 had hij eveneens de leiding over een brigade. Op 4 november 1864 werd Peirce eervol ontslagen uit actieve dienst wegens het verlies van zijn rechterarm en mentale problemen. Hij keerde terug naar Assonet. In 1880 was hij gedurende één jaar lid van de Freetown Board of Selectman.
Peirce huwde in november of december 1849 met Irene I. Payne tot hun scheiding op 1 mei 1875. Ze hadden één zoon, Palo Alto Peirce die jarenlang klerk was voor Freetown. Peirce werd op 2 april 1855 verkozen tot levenslang lidmaatschap van de Old Colony Historical Society. Op 5 april 1892 huwde hij met Ida E. Gardner. Op 14 augustus 1902 overleed Peirce op 80-jarige leeftijd en werd bijgezet op het kerkhof van Assonet.